# Rye, Arkansas
Rye är en ort i Cleveland County i delstaten Arkansas, USA.